# Ust
Unsepttrium（化學符號為Ust）是一種尚未被發現的化學元素，原子序數是173。直到这个元素被发现、确认并确定了永久名称之前，Unsepttrium和Ust分别为这个元素的暫定系统命名和化学符号。該元素所歸屬的週期眾說紛紜，有排列在第10週期g區元素的說法，也有排在第9週期鹼金族的說法，而根據現行較廣泛接受的皮寇以及Nefedov模型，Ust可能具有鹼金屬的部分特性，但其週期仍尚未有定論。
由於現行理論會在原子序大於或等於173時出現矛盾，因此部分研究認為，Ust可能是理論上可以以原子形態存在的最重元素，更重的元素可能只能以離子的形態存在。

## 在周期表上的位置
Ust在周期表上的位置有不止一種說法。1969年，格倫·西奧多·西博格根據構造原理提出的週期表中，Ust被安排在第九周期的g3族，上方為123號元素、下方為245號元素；1973年德國物理學家布克哈德·弗里克（Burkhard Fricke）的扩展元素周期表則將Ust安排在g1族；而2010年提出的皮寇模型則將Ust安排在鹼金族，但對於其週期歸屬多個研究皆有不同看法，目前尚未有一篇廣泛接受的研究指出第8週期以後的元素排列。
對於其是否為週期表的終點學界眾說紛紜，例如弗里克認為Ust是元素周期表中最后一种元素，而沃爾特·格瑞納（Walter Greiner）認為的原子序可達到184甚至194:588，亦有學者認為週期表的終點可能更早結束，例如費曼認為最後一個元素為137號元素以及穩定島預測的126號元素:592。

## 命名
根據1979年，國際純粹與應用化學聯合會（IUPAC）發佈之有關新元素命名的建議，若根據這一規則，173號元素應稱為「Unsepttrium」，符號為Ust。在元素被發現並獲得正式永久命名之前，都會先以元素系統命名法命名。但科學家一般稱之為173號元素、(173)或173。

## 性質
Ust尚未被发现，目前也没有尝试合成的报告。早期的推测，它是一种g区元素，在這個預測下，根據此推測以及元素周期律，其化学性质有可能与g区元素Ubt相似。
另外一個預測則將Ust列為鹼金屬，在該預測中Ust的最後一個電子將會填入6g7/2軌域，因為自旋-軌域相互作用會使得8p3/2軌域和6g7/2軌域之間產生非常大的能隙，因此在這預測中最外層的電子束縛力將會很弱，並且容易形成Ust+離子。因此Ust依照這個結果來看，可能會表現出與鹼金屬類似的化學性質，甚至可能有比銫更高的反應性，然而相對論效應使得Uue和鍅的預測反應性比銫還低。

## 特徵
理論上，根據狄拉克方程式，當質子數大於137時將出現虛數解而出現矛盾，但前述運算未考慮到原子核的大小，因為狄拉克方程式是將原子核視為一個點，因此，德國的物理學家沃爾特·葛雷納更進一步的探討了考慮到有限原子核大小的更準確的理論計算，並在1982年發表了研究，該研究表明當質子數為173時，原子核將達到「臨界電荷」，其結合能超過電子靜止時能量的兩倍。而電子靜止時能量的兩倍（2mec2 = 1.022MeV）已達電子和正子對的湮滅能量，並且有實驗表明，當達到此能量時，將發生逆反應電子和正子成對產生（實驗是將電子靜止時能量的兩倍的伽瑪射線射入原子），空缺的最內部殼層會導致一顆電子憑空產生，同時發射一顆正子。
1977年亥姆霍兹重离子研究中心藉由鈾原子（Z = 92）原子核相互碰撞產生質子數為184的虛擬粒子進行了相關研究。1980年正子發射的現象在類似實驗中被觀測到，但使用的原子是鋦（Z = 96），而2p軌域在質子數為185也會達到臨界電荷。另一個研究則認為當Z = 245時，2s軌域也將崩潰。